# Gisbertus Gulielmus ab Isendoorn
Gisbertus Gulielmus ab Isendoorn vagy holland nevén Gijsbrecht Wilhelm van Isendoorn (Ede, 1601. december 3. – Harderwijk, 1657. április 30.) holland filozófus.

## Életútja
Alapiskoláit hatévesen Harderwijkben kezdte meg, majd 1616-tól a groningeni, franekeri, leideni egyetemeken, végül Franciaországban a sedani és saumuri protestáns akadémiákon tanult tovább. Beutazta Németalföldet és Franciaország északi részét, 1620-ban Párizsban védte meg filozófiai doktori értekezését. Ezt követően sem tért haza, az elkövetkező szűk évtizedben sorra látogatott délfrancia, kasztíliai és itáliai egyetemeket (Marseille, Cartagena, Alicante, Sevilla, Genova, Pisa, Siena, Nápoly, Róma, Loreto, Bologna). 1629-ben tért vissza Párizsba, ahol filozófusi doktorátusa mellé az orvostudományokból is záróvizsgát tett.
Ezt követően hazalátogatott, de megbetegedett, ami megakadályozta Franciaországba való visszatérését. Felépülését követően 1631-ben a harderwijki latin iskola rektora lett. 1634 májusában Deventerbe költözött, és még az év augusztusában megkapta a helyi egyetem filozófiai katedráját. Tizenhárom esztendőnyi deventeri professzorkodás után, 1647 szeptemberében az akkor alakult harderwijki egyetem tanára, 1648 áprilisától első filozófiaprofesszora lett. 1651-ben már a harderwijki egyetem rektora volt, de rektori beszédét csak 1652-ben tartotta meg, amelyben az ifjúság szabados életmódját ostorozta.
Halála után a gyászbeszédet Alexander Tollius tartotta ravatala felett.

## Munkássága
Isendoorn az arisztoteliánus filozófia nagy műveltségű követője és védelmezője volt. Tudományos munkássága jobbára a bölcselet, a logika, az erkölcstan, a természetfilozófia peripatetikus alapon való kommentálása volt. Munkái az arisztoteliánus-skolasztikus eszmeiségű egyetemi tananyag részeivé váltak. Harderwijki rektorként igyekezett száműzni a karteziánus racionalizmus tanait az egyetem falai közül.
Apáczai Csere János 1651-ben Isendoorn elnöklete alatt védte meg Disputatio theologica inauguralis de primi hominis apostasia című teológiai értekezését a harderwijki egyetemen. Az Apáczai-életmű filológusa, Bán Imre „a kor legjelentéktelenebb és legiskolásabb peripatetikus filozófusának” aposztrofálta Isendoornt.

### Főbb művei
- Effatorum philosophicorum centuriae duae, Amszterdam, 1633
- Collegii philosophici Davantriensis I–II., Deventer, 1636–1638
- Compendium logicae peripateticae, Deventer, 1640
- Physiologia peripatetica, Deventer, 1642
- Effatorum philosophicorum centuriae quinque, Deventer, 1643
- Logica peripatetica, Deventer, 1645
- Ethica peripatetica, 1647
- Medulla physicae generalis et specialis I–II., Harderwijk, 1650–1658
- De noctis, amoris et vini usu ac abusu, Harderwijk, 1652 (rektori beszéde)